# هاول (فیلم)
هاول (انگلیسی: Havel) یک فیلم در ژانر درام و زندگی‌نامه‌ای به کارگردانی اسلاوک هوراک است که در سال ۲۰۲۰ منتشر شد. از بازیگران آن می‌توان به آنا گیسلرووا، باربورا سئیلووا، یرژی بارتوشکا، و ینووفا بوکووا اشاره کرد.

## داستان فیلم
این فیلم از سال ۱۹۶۸ آغاز می‌شود. واتسلاف هاول به عنوان نمایشنامه‌نویس در تئاتر روی نرده جایی که مورد تشویق قرار می‌گیرد کار می‌کند. کار و زندگی حرفه‌ای او با حمله پیمان ورشو به چکسلواکی تحت تأثیر قرار می‌گیرد. داستان پس از آن سال ۱۹۷۶ را روایت می‌کند زمانی که هاول در تهیه منشور ۷۷ مشارکت می‌کند که این موضوع منجر به زندانی شدن وی می‌شود. این فیلم بیشتر به زندگی شخصی هاول و رابطه او با همسرش اولگا می‌پردازد. فیلم در سال ۱۹۸۹ با انقلاب مخملی در چکسلواکی به پایان می‌رسد.